# Monesterio
Monesterio là một đô thị ở tỉnh Badajoz, cộng đồng tự trị Extremadura, Tây Ban Nha. Theo điều tra dân số 2010 của Viện thống kê Tây Ban Nha (INE), đô thị này có dân số là 4414 người. Diện tích đô thị này là 322,4 ki-lô-mét vuông. Đô thị này nằm ở độ cao 755 m trên mực nước biển.